# 츠비바크
츠비바크(독일어: Zwieback)는 독일의 러스크로, 단 빵 또는 비에누아즈리의 일종이다. 빵을 썰어서 바삭바삭할 때까지 다시 구워 만든다.

## 이름
독일어 "츠비바크(Zwieback)"는 "두 번 구운"이라는 뜻이며, "둘"이라는 뜻의 접두사 "츠비(zwie-)"와 "굽다"를 뜻하는 "바켄(backen)"의 합성어이다.

## 역사
러시아 메노파 사람들이 츠비바크를 러시아 제국에 가져가 소개했으며, 러시아 혁명 이전에 미국이나 캐나다로 이주한 러시아인들이 먹던 츠비바크가 북아메리카에도 알려지게 되었다.

## 만들기
츠비바크를 만들 때는 먼저 흰빵과 비슷한 "아인바크(Einback→한 번 구운)"를 굽는다. 밀가루, 우유, 버터나 마가린, 설탕, 달걀, 효모, 소금 등을 넣어 만드는데, 때에 따라 통밀가루 등을 쓰기도 한다. 아인바크를 만든 다음에는 빵칼로 썰어 낮은 온도로 맞춘 오븐에서 천천히 굽는데, 이때 점점 빵 색이 짙어지며 수분이 증발해 바삭바삭해진다. 금방 먹을 경우 겉은 바삭바삭하고 속은 부드러운 상태일 때까지 구워도 되지만, 오래 보관해야 한다면 수분이 10% 미만이 될 때까지 계속 굽는다.

## 종류
- 네어츠비바크(Nährzwieback): 밀가루와 버터, 달걀 양을 10:1:1로 하고 우유를 넣어 만든 츠비바크이다.
- 베르기셔 츠비바크(Bergischer Zwieback): 길쭉하게 생겼으며, 주로 아이싱을 바르거나 코프라를 뿌려 만든다.
- 프란최지셔 츠비바크(Französischer Zwieback): 저지방, 저설탕 츠비바크이며, 우유를 넣지 않고 만든다.

## 사진 갤러리

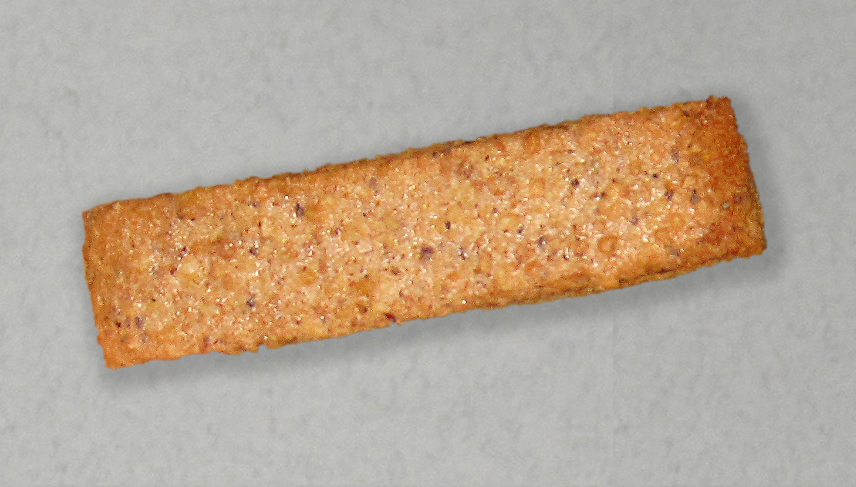
베르기셔 츠비바크
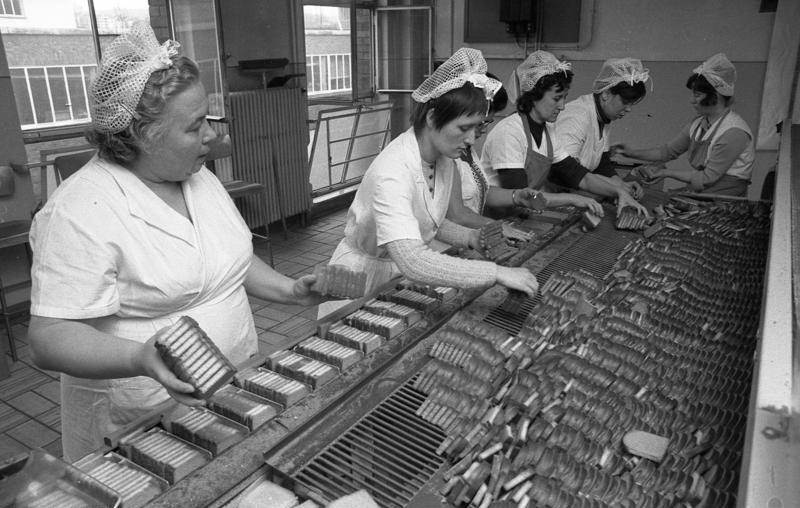
츠비바크 공장 (1972년)

## 같이 보기
- 러스크
- 칸투초
- 토스트
- 하드택